# Abdoua Kanta
Abdoua Kanta, né en 1946 à Foulatari et mort le 9 avril 2017 à Niamey, est un journaliste, écrivain et réalisateur nigérien.

## Biographie
Kanta est peul. Il suit d'abord une formation d'enseignant puis se reconvertit dans le domaine des médias. Il est formé aux métiers de la télévision à Paris en 1965.
Il travaille pour l'Office de radiodiffusion télévision du Niger (ORTN). Il présente des émissions de radio en français, en peul et en kanouri. Il anime notamment le Magazine des petits aux côtés de Mariama Keïta et Akoli Daouel. En 1978, il devient responsable de conception et de réalisation pour Télé Sahel, le premier programme télévisé régulier de l'ORTN. Il est également présentateur de télévision. De 1978 à 1980, il est chroniqueur sportif et culturel dans l'émission Nous les Jeunes. Il est aussi envoyé spécial de l'ORTN aux Jeux africains de 1978. Dès 1973, il collabore avec des médias internationaux tels de Radio France Internationale, Radio Canada International et Deutsche Welle.
Dans les années 1970, Kanta apprend à écrire des livres pour enfants auprès d'Andrée Clair, qui l'aide à publier ses œuvres en Europe. Il connaît son plus grand succès littéraire en 1987 avec son livre Halimatou destiné aux 11-12 ans, dont la traduction en allemand Lelee, das Hirtenmädchen reçoit en 1995 le prix de littérature pour enfants Blaue Brillenschlange. Le livre est adapté à la télévision par France 3 et Télé Sahel sous le titre Lelée.
Par ailleurs, Kanta réalise plusieurs longs métrages et films documentaires, notamment sur le thème du Sida. En tant que comédien, il apparaît dans plusieurs pièces théâtrales de la troupe du Centre Culturel Franco-Nigérien. Il est également membre fondateur de l'Association des écrivains nigériens et de l'Association des cinéastes nigériens. De 1992 à 1994, il est secrétaire général du Conseil Supérieur de la Communication (CSC) du Niger.
Abdoua Kanta meurt le 7 avril 2017 des suites d'une longue maladie à l'Hôpital national de Niamey. Il est inhumé au cimetière musulman de Yantala.

## Œuvres

### Livres
- Le déraciné, Paris, Unesco, 1972
- Halimatou, 1987
- La gestion du matériel humain et technique d’une station de télévision, Sainte-Foy, École nationale d’administration publique de Québec, 1990

### Films
- 1981 : L’homme et les animaux
- 1982 : Le divorce
- 1982 : L’homme sans cicatrice
- 1990 : Lelée, l’ainée de la famille[7]